# 克拉斯諾波利耶區
克拉斯諾波利耶區（羅馬化：Krasnopol'skiy rayon）是白俄羅斯東部莫吉廖夫州的一個區，行政中心为克拉斯诺波利耶，面積1,223.04平方公里，2009年人口11,176，人口密度每平方公里9.13人。